# Красный 5
«Кра́сный 5» — российский комедийный экшн-сериал Евгения Шелякина. Производством проекта занимается компания 1-2-3 Production при поддержке Института развития интернета.
Премьера двух первых серий состоялась в онлайн-кинотеатре Premier 22 февраля 2024 года. Новые серии размещались еженедельно по четвергам.
Телевизионная премьера сериала состоялась 8 апреля 2024 года в 21:00 на телеканале «ТНТ».

## Сюжет
Специальный агент Управления национальной безопасности Саня Бекешев, работающий под кодовым именем Красный 5, совершает ошибку при выполнении секретного задания. Во избежание международного скандала начальник штаба увольняет героя и отправляет его на пенсию. Спустя несколько дней бывший начальник спецагента Анатолич предлагает Бекешеву заняться поимкой сбежавших из секретных лабораторий КГБ преступников со сверхспособностями. Помогать Сане в этом будет чудаковатый хакер Бабуля.

## Актёры и роли

### В главных ролях

#### Спецагенты
| Актёр        | Роль                                           |
| ------------ | ---------------------------------------------- |
| Денис Шведов | Саня Бекешев специальный агент                 |
| Роман Курцын | Бабуля специальный агент, высококлассный хакер |

#### Суперзлодеи
| Актёр                        | Роль                                                     |
| ---------------------------- | -------------------------------------------------------- |
| Кирилл Фролов (1 серия)      | Ядозуб (Стас Белый) отравитель                           |
| Александр Яцко (2, 6 серии)  | профессор Виктор Семёнович Касабуцкий учёный-генетик     |
| Леонид Тимцуник (3 серия)    | Пётр Львович Савельев (Фантазёр) искусствовед-гипнотизёр |
| Ян Цапник (4 серия)          | Виктор Осипов физик                                      |
| Юлия Зимина (5 серия)        | Елена Солович сексуальная шпионка                        |
| Александр Метёлкин (6 серия) | Денис Андреевич Чепелин учёный кибер-технолог            |
| Игорь Хрипунов (7, 8 серии)  | Арсений Ильич Пташиц артист, мастер перевоплощений       |
| Егор Дружинин (8 серия)      | Алекс Штерн неуловимый супершпион                        |
| Александр Ли (8 серия)       | Юко помощник Штерна, умеющий останавливать время         |

#### Люди
| Актёр            | Роль                                                                                    |
| ---------------- | --------------------------------------------------------------------------------------- |
| Гоша Куценко     | Анатолич (Олег Анатольевич Соколов) специальный агент, шеф Бекешева и Бабули, муж Светы |
| Мария Лисовая    | Лиловая (Лиля Анатольевна Соколова) дочь Анатолича, разведчик                           |
| Татьяна Храмова  | Света специальный агент, жена Анатолича                                                 |
| Надежда Жарычева | Ксения соседка Бекешева, мама Тимы, учитель пения                                       |
| Севастьян Бугаев | Тима школьник, сын Ксении, сосед Бекешева                                               |

### В ролях
| Актёр                                | Роль                                                                                              |
| ------------------------------------ | ------------------------------------------------------------------------------------------------- |
| Екатерина Фоменко (1, 2, 3, 5 серии) | Екатерина ведущая новостей на телеканале «Сегодня»                                                |
| Николай Ковбас (1, 2 серии)          | Алексей Маркин начальник штаба Управления национальной безопасности                               |
| Рустам Мосафир (1 серия)             | Фарух арабский генерал                                                                            |
| Ольга Беляева (1 серия)              | Татьяна Викторовна Иноземцева бизнесвумен, филантроп, меценат, владелица маркетплейса Cranberries |
| Антон Афанасьев (1 серия)            | Ерохин директор детской клинической больницы                                                      |
| Тимур Тихомиров (2 серия)            | Южный                                                                                             |
| Вадим Мещеряков (2 серия)            | Крепость сержант                                                                                  |
| Сергей Иванюк (2 серия)              | Роман Телегин бывший специалист Управления национальной безопасности                              |
| Светлана Токарская-Пасхина (2 серия) | Лариса Касабуцкая приёмная дочь Виктора Семёновича                                                |
| Андрей Пынзару (3, 4 серии)          | Синий                                                                                             |
| Владислав Ценёв (3, 5 серии)         | Зелёный                                                                                           |
| Виктор Кузин (4 серия)               | Игорь                                                                                             |
| Ксения Золотухина (4 серия)          | Милана                                                                                            |
| Дмитрий Муляр (5 серия)              | Михаил Геннадьевич Данилов генеральный продюсер телеканала «Сегодня»                              |
| Сергей Чихачёв (5 серия)             | Павел Чихов переговорщик                                                                          |
| Иван Чуйков (5 серия)                | ведущий аукциона                                                                                  |
| Виталия Корниенко (6 серия)          | Анна дочь Дениса Чепелина                                                                         |
| Настасья Самбурская (6 серия)        | Зоя Ленских независимый агент                                                                     |
| Антон Тарасов (6 серия)              | Хмурый чистильщик                                                                                 |
| Григорий Кокоткин                    | полицейский                                                                                       |
| Евгения Лоза                         | Марина                                                                                            |
| Александр Горшков                    | Соев                                                                                              |

### Приглашённые звёзды
| Актёр                         | Роль             |
| ----------------------------- | ---------------- |
| Роман Попов (7 серия)         | Роман Попов      |
| Станислав Ярушин (7, 8 серии) | Станислав Ярушин |
| Надежда Сысоева (7 серия)     | Надежда Сысоева  |

## История создания
Премьерный показ пилотной серии сериала состоялся 17 июля 2022 года в рамках конкурсной программы IV фестиваля сериалов «Пилот» в Иваново. 
Режиссёром пилотной серии был Михаил Старчак (сериала — Евгений Шелякин), роль спецагента Бекешева в проекте исполнял Владимир Вдовиченков (в сериале — Денис Шведов), шефа Анатолича — Александр Балуев (в сериале — Гоша Куценко), а его жены Светы — Полина Сыркина (в сериале — Татьяна Храмова).
Съёмки сериала начались 23 мая 2023 года.
24 августа 2023 года, на вечеринке в честь 5-летия онлайн-кинотеатра Premier, было официально объявлено о скорой премьере сериала.
16 февраля 2024 года в московском кинотеатре «КАРО 11 Октябрь» прошла закрытая премьера сериала. Премьерный показ в зале открылся сюрпризом для зрителей — с потолка на тросах прямо на сцену кинотеатра спустились актёр Денис Шведов и заместитель генерального директора онлайн-кинотеатра Premier, продюсер сериала Макар Кожухов, чтобы представить проект.

## Призы и награды
2022 — Специальный приз «За драйв!» на IV фестивале сериалов «Пилот».

## Мнения о сериале
Сериал получил положительные оценки критиков и журналистов.
- Фарзона Ширинбек, RT:

На первый взгляд «Красный 5» кажется не слишком оригинальным и ничем не примечательным проектом, однако уже с первой серии он завоёвывает внимание качественной актёрской игрой, незаурядными диалогами и шутками. Увлекательный сюжет, как того требует жанр, лёгок и предсказуем, при этом наблюдать за развитием событий и комичными ситуациями, в которые попадают герои, довольно интересно. Отдельные сцены вовсе вызывают безудержный смех.
- Илона Егиазарова, «Вокруг ТВ»:

«Красный 5» оказался сериалом одновременно и смешным, и маскулинным.
- Маша Токмашева, «Кино-театр.ру»:

В этой ироничной приземлённости, пожалуй, и заключается главная сила «Красного 5», где тройка лидирующих актёров с юмором обыгрывают свои популярные актёрские амплуа, а в диалогах то и дело проскальзывают отсылки и к шпионским, и к супергеройским — не столько серьёзным, но и комедийным — образцам жанра.
- Александр Логинов, GameMag:

«Красный 5» не может похвастаться большим бюджетом или обилием CGI-графики, однако в нём нашлось место взрывам, погонями и перестрелкам. Благодаря этому сериал воспринимается как актуальный супергеройский проект с русским уклоном.